# 中国人民解放军联勤保障部队临潼康复疗养中心
中国人民解放军临潼疗养院，位于陕西省西安市临潼区，隶属郑州联勤保障中心。

## 简介
原先设有中国人民解放军兰州军区临潼第一疗养院、中国人民解放军兰州军区临潼第二疗养院。2004年至2005年间合并成立中国人民解放军兰州军区临潼疗养院，隶属中国人民解放军兰州军区。其地点毗邻华清宫，东临秦始皇兵马俑博物馆。疗养院拥有和华清池同出一源的温泉。2016年改革前，疗养院内建有健康管理中心、骨伤康复中心、文体活动中心，并先后被定为国家级健康管理示范基地、军队创新人才带教导师疗养基地、国家中医药管理局“治未病”试点单位、中国人民解放军第四军医大学疗养康复专业本科生教学基地。
2016年，在深化国防和军队改革中，该疗养院由中国人民解放军兰州军区转隶郑州联勤保障中心，更名中国人民解放军临潼疗养院。
2016年改革前，该疗养院设有第一疗养区、第二疗养区、附属医院。